# Programmet for udvikling af vestlige Kina
Programmet for udvikling af vestlige Kina (forenklet kinesisk: 西部大开发; traditionelt kinesisk: 西部大開發; pinyin: Xībù Dàkāifā engelsk: China's Western Development, Western China Development, Great Western Development Strategy, eller Open Up the West Program) er et program som blev vedtaget for Kina's vestlige regioner:
- 6 provinser (Gansu, Guizhou, Qinghai, Shaanxi, Sichuan, og Yunnan)
- 5 autonome regioner (Guangxi, Inner Mongolia, Ningxia, Tibet, og Xinjiang)
- 1 (provins-lignende) kommune (Chongqing)

Planen begyndte at gælde i 2000.